# Барретт (Міннесота)
Барретт (англ. Barrett) — місто (англ. city) в США, в окрузі Грант штату Міннесота. Населення — 366 осіб (2020).

## Географія
Барретт розташований за координатами 45°54′47″ пн. ш. 95°54′17″ зх. д. / 45.91306° пн. ш. 95.90472° зх. д. (45.913138, -95.904800).  За даними Бюро перепису населення США в 2010 році місто мало площу 5,45 км², з яких 5,40 км² — суходіл та 0,05 км² — водойми.

## Демографія
Згідно з переписом 2010 року, у місті мешкало 415 осіб у 161 домогосподарстві у складі 89 родин. Густота населення становила 76 осіб/км².  Було 195 помешкань (36/км²).
Расовий склад населення:
| - 100,0 % — білих |

До двох чи більше рас належало 0,0 %. Частка іспаномовних становила 0,5 % від усіх жителів.
За віковим діапазоном населення розподілялося таким чином: 24,3 % — особи молодші 18 років, 46,5 % — особи у віці 18—64 років, 29,2 % — особи у віці 65 років та старші. Медіана віку мешканця становила 40,5 року. На 100 осіб жіночої статі у місті припадало 98,6 чоловіків;  на 100 жінок у віці від 18 років та старших — 90,3 чоловіків також старших 18 років.
Середній дохід на одне домашнє господарство  становив 44 534 долари США (медіана — 39 028), а середній дохід на одну сім'ю — 51 551 долар (медіана — 43 393). Медіана доходів становила 37 188 доларів для чоловіків та 31 250 доларів для жінок. За межею бідності перебувало 9,1 % осіб, у тому числі 11,8 % дітей у віці до 18 років та 12,7 % осіб у віці 65 років та старших.
Цивільне працевлаштоване населення становило 126 осіб. Основні галузі зайнятості: освіта, охорона здоров'я та соціальна допомога — 29,4 %, виробництво — 15,1 %, науковці, спеціалісти, менеджери — 7,1 %, мистецтво, розваги та відпочинок — 7,1 %.